# Sprintvärldsmästerskapen i kanotsport 1954
Sprintvärldsmästerskapen i kanotsport 1954 anordnades i Mâcon i Frankrike.

## Medaljsummering
| Pl.    | Nation          | Guld | Silver | Brons | Totalt |
| ------ | --------------- | ---- | ------ | ----- | ------ |
| 1      | Ungern          | 6    | 5      | 5     | 16     |
| 2      | Sverige         | 4    | 4      | 0     | 8      |
| 3      | Västtyskland    | 2    | 2      | 3     | 7      |
| 4      | Tjeckoslovakien | 1    | 2      | 2     | 5      |
| 5      | Österrike       | 2    | 1      | 1     | 4      |
| 6      | Frankrike       | 0    | 1      | 1     | 2      |
| 7      | Danmark         | 0    | 0      | 1     | 1      |
| 8      | Norge           | 0    | 0      | 1     | 1      |
| 9      | Rumänien        | 0    | 0      | 1     | 1      |
| Totalt | Totalt          | 15   | 15     | 15    | 45     |

### Herrar

#### Kanadensare
| Gren        | Guld                                    | Tid | Silver                              | Tid | Brons                                          | Tid |
| C-1 1000 m  | János Parti (HUN)                       |     | István Hernek (HUN)                 |     | Jaroslav Poupa (TCH)                           |     |
| C-1 10000 m | Jiří Vokněr (TCH)                       |     | František Čapek (TCH)               |     | István Hernek (HUN)                            |     |
| C-2 1000 m  | Österrike Kurt Liebhart Engelbert Lulla |     | Ungern István Bodor Jószef Tuza     |     | Ungern Ferenc Csonka Mihály Sasvari            |     |
| C-2 10000 m | Ungern Károly Wieland Jószef Halmay     |     | Ungern Ferenc Csonka Mihály Sasvari |     | Tjeckoslovakien Jaroslav Sieger Zdeněk Ziegler |     |

#### Kajak
| Gren                | Guld                                                              | Tid | Silver                                                                | Tid | Brons                                                                      | Tid |
| K-1 500 m           | Gert Fredriksson (SWE)                                            |     | Meinhard Mittenberger (GER)                                           |     | Mircea Anastasescu (ROU)                                                   |     |
| K-1 1000 m          | Gert Fredriksson (SWE)                                            |     | Louis Gantois (FRA)                                                   |     | Ferenc Hatlaczki (HUN)                                                     |     |
| K-1 10000 m         | Ferenc Hatlaczki (HUN)                                            |     | Miloš Pech (TCH)                                                      |     | Harald Eriksen (NOR)                                                       |     |
| K-1 4 x 500 m relay | Sverige Lars Glasser Carl-Åke Ljung Bert Nilsson Gert Fredriksson |     | Ungern Ervin Szörenyi Andreás Sovan Ferenc Wagner Ferenc Hatlaczki    |     | Österrike Max Raub Herbert Wiedermann Alfred Schmidtberger Hermann Salzner |     |
| K-2 500 m           | Västtyskland Ernst Steinhauer Meinhard Miltenberger               |     | Sverige Bengt Linfors Valter Wredgberg                                |     | Ungern Ferenc Wagner Andreás Sovan                                         |     |
| K-2 1000 m          | Ungern István Mészáros György Mészáros                            |     | Västtyskland Michel Scheurer Gustav Schmidt                           |     | Västtyskland Helmut Nuller Günter Krammer                                  |     |
| K-2 10000 m         | Österrike Max Raub Herbert Wiedermann                             |     | Sverige Sigvard Johansson Rolf Fjellmann                              |     | Västtyskland Ernst Steinhauer Helmuth Stocker                              |     |
| K-4 1000 m          | Ungern Imre Vagyócki László Kovács László Nagy Zoltán Szigeti     |     | Sverige Einar Pihl Ebbe Frick Ragnar Heurlin Stig Andersson           |     | Frankrike Maurice Graffen Marcel Renaud Louis Gantois Robert Enteric       |     |
| K-4 10000 m         | Sverige Einar Pihl Ebbe Frick Ragnar Heurlin Stig Andersson       |     | Sverige Hans Wetterström Carl Sundin Sigvard Johansson Rolf Fjellmann |     | Ungern János Urányi István Mészáros György Mészáros Ference Varga          |     |

### Damer

#### Kajak
| Gren      | Guld                               | Tid | Silver                                  | Tid | Brons                                  | Tid |
| K-1 500 m | Therese Zenz (SAA)                 |     | Fritzi Schwingl (AUT)                   |     | Tove Nielsen (DEN)                     |     |
| K-2 500 m | Ungern Hilda Pinter Klára Bánfalvi |     | Ungern Valeria Lieszkowsky Vilma Egresi |     | Västtyskland Lisa Schwarz Gisela Amail |     |